# Aleix Vidal
Aleix Vidal Parreu (Valls, 1989. augusztus 21. –) katalán és spanyol válogatott labdarúgó, 2021-től az Espanyol középpályása.

## Sportpályafutása
Nyolc junior klubban szerepelt és megfordult az FC Barcelona és a Real Madrid CF akadémiáján is. Focizott Görögországban az Espanyol kölcsönjátékosaként a 2008-09-es szezonban. A Barcelona lesz neki a kilencedik klubja a 2015–16-os szezonban.
Egyszeres Európa-liga győztes, a Sevilla FC csapatával hódította el a kupát.
2015-ben bemutatkozott a spanyol válogatottban is.

### FC Barcelona
2015. június 7-én 18 millió euróért szerződtette a csapat a Sevillától, 5 évre kötelezte magát a klubhoz. A Barcelona büntetése miatt csak 2016. január 4-től lett hivatalos a szerződése.
2016. január 6-án debütált az Espanyol ellen csereként, a 67. percben Dani Alvest váltotta a spanyol kupában, rá három napra pedig a bajnokságban a Granada ellen kezdőként kapott lehetőséget és a 63. percben sárgát kapott, majd a 65. percben Dani Alves váltotta a kispadról. Luis Enrique

### Sevilla
2018. augusztus 4-én visszatért korábbi csapatához, négyéves szerződést aláírva a Sevillával.

## Pályafutása statisztikái

### Klubcsapatokban
2017. december 23. szerint
| Klub             | Szezon           | Liga               | Liga     | Liga  | Copa del Rey | Copa del Rey | Európa   | Európa | Egyéb    | Egyéb | Összesen | Összesen |
| Klub             | Szezon           | Bajnokság          | Mérkőzés | Gólok | Mérkőzés     | Gólok        | Mérkőzés | Gólok  | Mérkőzés | Gólok | Mérkőzés | Gólok    |
| ---------------- | ---------------- | ------------------ | -------- | ----- | ------------ | ------------ | -------- | ------ | -------- | ----- | -------- | -------- |
| Reus             | 2006–2007        | Tercera División   | 1        | 0     | —            | —            | —        | —      | —        | —     | 1        | 0        |
| Espanyol B       | 2008–2009        | Tercera División   | 2        | 0     | —            | —            | —        | —      | —        | —     | 2        | 0        |
| Panthrakikos     | 2008–2009        | Görög bajnokság    | 8        | 0     | —            | —            | —        | —      | —        | —     | 8        | 0        |
| Pobla Mafumet    | 2009–2010        | Tercera División   | 31       | 7     | —            | —            | —        | —      | —        | —     | 31       | 7        |
| Gimnàstic        | 2009–2010        | Segunda División   | 1        | 0     | 0            | 0            | —        | —      | —        | —     | 1        | 0        |
| Mallorca B       | 2010–2011        | Segunda División B | 35       | 6     | —            | —            | —        | —      | —        | —     | 35       | 6        |
| Almería B        | 2011–2012        | Segunda División B | 1        | 2     | —            | —            | —        | —      | —        | —     | 1        | 2        |
| Almería          | 2011–2012        | Segunda División   | 41       | 5     | 2            | 0            | —        | —      | —        | —     | 43       | 5        |
| Almería          | 2012–2013        | Segunda División   | 37       | 4     | 4            | 1            | —        | —      | 4        | 2     | 45       | 7        |
| Almería          | 2013–2014        | La Liga            | 38       | 6     | 4            | 1            | —        | —      | —        | —     | 42       | 7        |
| Almería          | Összesen         | Összesen           | 116      | 15    | 10           | 2            | —        | —      | 4        | 2     | 130      | 19       |
| Sevilla          | 2014–2015        | La Liga            | 31       | 4     | 4            | 0            | 12       | 2      | —        | —     | 47       | 6        |
| Barcelona        | 2015–2016        | La Liga            | 9        | 0     | 5            | 0            | 0        | 0      | —        | —     | 14       | 0        |
| Barcelona        | 2016–17          | La Liga            | 6        | 2     | 4            | 0            | 1        | 0      | 1        | 0     | 12       | 2        |
| Barcelona        | 2017–18          | La Liga            | 10       | 1     | 1            | 1            | 2        | 0      | 1        | 0     | 14       | 2        |
| Karrier összesen | Karrier összesen | Karrier összesen   | 251      | 37    | 23           | 3            | 15       | 2      | 6        | 2     | 295      | 44       |

## Sikerei, díjai
Sevilla FC
- Európa-liga győztes: 2014–15[18]

FC Barcelona
- La Liga: 2015–2016, 2017–2018
- Copa del Rey: 2016, 2017, 2018
- Supercopa de España: 2016

### Egyéni
- Európa-liga szezon keretében: 2014–2015[19]